# HNRNPD
HNRNPD (англ. Heterogeneous nuclear ribonucleoprotein D) – білок, який кодується однойменним геном, розташованим у людей на короткому плечі 4-ї хромосоми.  Довжина поліпептидного ланцюга білка становить 355 амінокислот, а молекулярна маса — 38 434.
| 10         |  | 20         |  | 30         |  | 40         |  | 50         |
| ---------- |  | ---------- |  | ---------- |  | ---------- |  | ---------- |
| MSEEQFGGDG |  | AAAAATAAVG |  | GSAGEQEGAM |  | VAATQGAAAA |  | AGSGAGTGGG |
| TASGGTEGGS |  | AESEGAKIDA |  | SKNEEDEGHS |  | NSSPRHSEAA |  | TAQREEWKMF |
| IGGLSWDTTK |  | KDLKDYFSKF |  | GEVVDCTLKL |  | DPITGRSRGF |  | GFVLFKESES |
| VDKVMDQKEH |  | KLNGKVIDPK |  | RAKAMKTKEP |  | VKKIFVGGLS |  | PDTPEEKIRE |
| YFGGFGEVES |  | IELPMDNKTN |  | KRRGFCFITF |  | KEEEPVKKIM |  | EKKYHNVGLS |
| KCEIKVAMSK |  | EQYQQQQQWG |  | SRGGFAGRAR |  | GRGGGPSQNW |  | NQGYSNYWNQ |
| GYGNYGYNSQ |  | GYGGYGGYDY |  | TGYNNYYGYG |  | DYSNQQSGYG |  | KVSRRGGHQN |
| SYKPY      |  |            |  |            |  |            |  |            |

A: Аланін

C: Цистеїн

D: Аспарагінова кислота

E: Глутамінова кислота

F: Фенілаланін

G: Гліцин

H: Гістидин

I: Ізолейцин

K: Лізин

L: Лейцин

M: Метіонін

N: Аспарагін

P: Пролін

Q: Глутамін

R: Аргінін

S: Серин

T: Треонін

V: Валін

W: Триптофан

Кодований геном білок за функцією належить до рибонуклеопротеїнів. 
Задіяний у таких біологічних процесах як транскрипція, регуляція транскрипції, біологічні ритми. 
Білок має сайт для зв'язування з ДНК, РНК. 
Локалізований у цитоплазмі, ядрі.